# 街總望廈社區中心
街總望廈社區中心（Centro Comunitário Mong Há）是前澳門社會工作司與澳門街坊會聯合總會合作開辦的第一間綜合性的社區中心，中心成立目的是聯絡街坊、促進睦鄰關係、關心社區，為望廈區及廣大的北區居民服務。